# Lophothericles punctulatus
Lophothericles punctulatus är en insektsart som först beskrevs av Heinrich Hugo Karny 1910.  Lophothericles punctulatus ingår i släktet Lophothericles och familjen Thericleidae. Inga underarter finns listade i Catalogue of Life.